# Xã Runeberg, Quận Becker, Minnesota
Xã Runeberg (tiếng Anh: Runeberg Township) là một xã thuộc quận Becker, tiểu bang Minnesota, Hoa Kỳ. Năm 2010, dân số của xã này là 486 người.